# 12085 Susanmoore
12085 Susanmoore è un asteroide della fascia principale. Scoperto nel 1998, presenta un'orbita caratterizzata da un semiasse maggiore pari a 2,1715330 au e da un'eccentricità di 0,0619531, inclinata di 4,10238° rispetto all'eclittica.